# Francesco Jacomoni di San Savino
Francesco Jacomoni, marchese di San Savino (Reggio Calabria, 31 agosto 1893 – Roma, 17 febbraio 1973), è stato un diplomatico e generale italiano.
Dal 1939 al 1943, con il ruolo di Luogotenente generale del Regno d'Albania, fu de facto viceré d'Albania, nel periodo dell'occupazione fascista.

## Biografia

### I primi anni
Nato a Reggio Calabria, Francesco era figlio del nobile Enrico, originario di Pisa, e di sua moglie, Ernesta Donadio. Suo padre, funzionario del Banco di Roma, aveva avuto un ruolo di peso nella penetrazione economica del commercio italiano in Medio Oriente e per questo motivo aveva da anni intrattenuto stretti rapporti con l'allora ministro degli esteri, Paternò Castello di San Giuliano.
Durante la prima guerra mondiale, venne arruolato nel 1914 e dal 1915 ottenne già il grado di tenente. Il 6 luglio 1916 ottenne, ancora sotto le armi, la laurea in giurisprudenza presso l'Università di Roma.

### L'inizio della carriera diplomatica

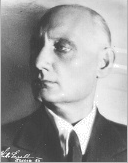
Pompeo Aloisi, ministro plenipotenziario a Durazzo, richiese lo Jacomoni presso di lui avviandolo alla carriera diplomatica nella sede albanese

Avviato alla carriera diplomatica, lo Jacomoni prese parte nel 1919 alla Conferenza di Parigi assieme alla compagine italiana, venendo poi destinato a diverse ambasciate come funzionario, soggiornando per brevi periodi a Vienna ed a Budapest, trovando modo di segnalarsi per il proprio operato. Nell'ottobre del 1919 venne infine destinato come segretario d'ambasciata in Ungheria dove ebbe modo di acquisire una certa familiarità nella gestione degli affari balcanici.
Richiamato in patria nel 1920, presso il ministero degli esteri, prese parte tra il 1921 ed il 1922 alla delegazione italiana nella Commissione internazionale dell'Elba (gennaio 1921) e poi a quella della conferenza di Portorose (giugno 1921); divenne poi segretario della sessione di Roma della conferenza dell'Istituto di diritto internazionale privato (ottobre 1921), segretario della Commissione internazionale del Reno (dicembre 1921), segretario della delegazione italiana alla conferenza di Roma tra gli Stati successori dell'Austria-Ungheria (febbraio 1922); infine, divenne segretario delle delegazioni italiane alle conferenze di Genova (aprile 1922) e di quella all'Aja (giugno 1922).
Nel 1923 ottenne di essere riassegnato a Budapest e nel luglio del 1924 Benito Mussolini lo nominò segretario della delegazione italiana alla conferenza finanziaria di Londra.
Rientrò a Roma nel luglio dell'anno successivo per poi essere destinato dal 1926 all'Albania. Questa particolare assegnazione, che segnerà il resto della sua carriera diplomatica, lo mise a stretta collaborazione di Pompeo Aloisi, ministro plenipotenziario italiano a Durazzo, che già aveva avuto modo di apprezzarne le doti. Più volte durante le assenze dell'Aloisi, lo Jacomoni si trovò a dover dirigere la legazione diplomatica locale, ed in particolare a lui fu affidata la redazione del Trattato di amicizia e sicurezza italo-albanese sottoscritto il 27 novembre 1926.
Dal 1927, rientrò a Roma e venne preso sotto l'ala di Dino Grandi per la gestione degli affari internazionali del sottosegretariato della presidenza del consiglio. In questo periodo prese parte alla conferenza per l'attuazione dei piani Dawes e Young per le riparazioni post-belliche della Germania oltre che nelle conferenze navali di Parigi e di Londra. Il suo ruolo, assieme a quello di Grandi, risultò fondamentale per il riequilibrio della posizione italiana nella Società delle Nazioni. A Ginevra fu segretario della legazione italiana invitata a discutere del disarmo. Nell'ottobre del 1929 venne nominato membro della commissione per il riordinamento e la pubblicazione dei documenti diplomatici italiani. Quando Grandi venne destinato all'ambasciata di Londra, questi avrebbe voluto con sé proprio Jacomoni, ma Aloisi intervenne per destinarlo ancora una volta alla gestione degli affari esteri.
Il 1 ottobre 1932 sposò Maja Cavallero, figlia del futuro Maresciallo d'Italia conte Ugo Cavallero e della contessa Olga Grillo, dalla quale ebbe due figlie.

### Il ruolo in Albania
Con la nomina di Galeazzo Ciano a ministro degli esteri del regno d'Italia, Francesco Jacomoni venne impiegato come ministro consigliere a Tirana, in Albania, dal 9 settembre 1936 ed ivi rimase sino all'invasione italiana dell'Albania nell'aprile 1939. La scelta sulla sua persona ricadde in quanto egli aveva contribuito grandemente già dalla seconda metà degli anni '20 a stringere rapporti sempre più importanti con l'Albania, anche se i rapporti tra quel paese ed il regno d'Italia si erano raffreddati nel terzo decennio del secolo.
Nell'aprile del 1937 spinse Ciano ad intraprendere una visita ufficiale in Albania, la quale, grazie anche alla mediazione dello Jacomoni, riuscì a distendere gli animi di ambo le parti, in particolare di quelli della società albanese, ammaliata dalle promesse di aiuti programmati dagli italiani. Seguendo la linea classica della diplomazia dell'epoca, lo Jacomoni si era riproposto di assicurare una certa autonomia economica e sociale allo stato albanese, nella speranza di istituire un protettorato italiano nell'area, ma senza annessioni dirette. Quando ad ogni modo venne a sapere dei piani per l'annessione del nuovo regno, non osteggiò mai Ciano pubblicamente nel progetto, limitandosi a criticare l'operazione nei propri diari. Alla sua idea lo Jacomoni cercò di far convergere Mussolini, prospettandogli dal 1938 un piano che prevedesse di mantenere re Zog I nella sua posizione, ma assoggettandolo all'influenza italiana ma se in un primo momento quest'idea ebbe una qualche speranza di sopravvivere, ben presto naufragò di fronte alla possibilità di annettere direttamente lo stato senza opposizioni. La risposta al progetto dello Jacomoni pervenne dallo stesso Mussolini che, oltre alle proprie osservazioni, fece pervenire al diplomatico in Albania anche una lettera in forma di ultimatum a re Zog I.
Per le sue abilità diplomatiche e per la sua capacità di mediazione, Jacomoni venne creato nel 1937 da re Vittorio Emanuele III d'Italia al titolo di marchese di San Savino con R.D. del 9 dicembre 1937.
Di fronte ad un imminente intervento armato italiano, scelse saggiamente di rimanere a Tirana anche dopo l'arrivo delle truppe italiane, così da dare meno l'impressione che si trattasse di un'occupazione, ma piuttosto di un passaggio di consegne del potere locale. Il 17 aprile 1939 viene nominato ambasciatore ed il 22 aprile diviene Luogotenente Generale del Regno d'Albania. A livello formale, quest'ultimo titolo venne da più parti contestato in quanto effettivamente l'Albania non era stata assorbita nello stato italiano, ma piuttosto essa era governata in unione personale con l'Italia nella persona di re Vittorio Emanuele III, che si presentava dunque come reggente delle due corone in contemporanea. Per questo motivo lo Jacomoni, secondo alcuni, avrebbe dovuto mantenere unicamente la propria qualifica diplomatica.

Insegne da Luogotenente Generale in Albania

Come luogotenente, ad ogni modo, lo Jacomoni si impegnò attivamente per sostenere la politica di governo dell'Italia in Albania, promuovendo diverse opere pubbliche, oltre ad istituzioni educative ed assistenziali che iniziarono un processo di modernizzazione del paese e della capitale.
Dal 1940, pur dicendosi contrario all'operazione, venne costretto a mobilitare l'opinione pubblica albanese per la partecipazione dei locali alla Campagna italiana di Grecia. Venne incaricato anche di una missione diplomatica ad Atene col compito di sondare l'opinione pubblica locale circa una possibile invasione italiana in Grecia. Quando la campagna militare ebbe inizio, ad ogni modo, le informazioni riportate positivamente all'inizio si rivelarono in realtà imprecise e quando diversi reparti albanesi iniziarono delle defezioni, il maresciallo Pietro Badoglio ritenne Francesco Jacomoni direttamente responsabile di tali comportamenti. Ad ogni modo poco tempo dopo Badoglio fu sostituito da Ugo Cavallero, suocero dello Jacomoni, che lo mantenne al suo incarico e che anzi ne rafforzò la posizione.
Dopo la fine delle operazioni belliche nell'aprile del 1941, la visita di Vittorio Emanuele III a Tirana aprì una nuova fase per il Regno d'Albania che portò all'annessione del Kosovo. Parallelamente lo Jacomoni dovette cedere ad una serie di riforme locali in Albania mirate a dare maggiore autonomia al governo locale e per questo prescelse per il ruolo di primo ministro Mustafa Merlika Kruja, esponente del nazionalismo albanese. Di fronte al crescente malcontento popolare dovuto all'assenza di miglioramenti, soprattutto in campo economico, si vide costretto poco dopo a sostituire Kruja con Eqrem Libohova, spiccatamente filo-italiano che però proveniva dall'ex aristocrazia musulmana dell'area. La posizione dello Jacomoni in Albania fu in questo periodo particolarmente impegnata nella mediazione tra il governo italiano e le esigenze del popolo locale: nonostante la dura repressione chiesta dal governo fascista, egli si rese conto che per crescere l'Albania necessitava di un'amministrazione propria e per questo gradualmente si rese sempre più inviso a Galeazzo Ciano che era convinto di creare in Albania un governo solido e fascistizzato. Jacomoni non riuscì comunque ad impedire la crescita del movimento di resistenza albanese ed il 18 marzo 1943 venne sostituito dal generale Alberto Pariani.

### Gli ultimi anni
Dopo le sue dimissioni da Luogotenente Generale in Albania, rientrò a Roma e venne messo a riposo da Mussolini dal momento che rifiutò di portarsi a Salò, medesima scelta attuata poi dal governo Bonomi.
Dopo la fine della seconda guerra mondiale venne processato assieme ad altri alti funzionari del regime fascista pur avendo avuto un ruolo marginale nelle operazioni. Il 12 marzo 1945 venne condannato a 5 anni di carcere ma venne presto liberato grazie all'amnistia varata dal governo nel giugno 1946. La sua condanna venne definitivamente abolita nel marzo 1948 ed egli venne prosciolto da ogni accusa. Testimoniò a favore di alcuni militari accusati di crimini di guerra come il Generale Manlio Gabrielli.
Dopo la scarcerazione, si dedicò alla scrittura redigendo le proprie memorie in Albania dal titolo La politica dell'Italia in Albania che vennero pubblicate nel 1965, che è stato successivamente tradotto e pubblicato anche in albanese nel 2005.
Riammesso in servizio come diplomatico nel 1953, venne pensionato nel 1954.
Morì a Roma il 17 febbraio 1973.

## Opere
- Francesco Jacomoni di San Savino, La politica dell'Italia in Albania nelle testimonianze del luogotenente del re Francesco Jacomoni di San Savino, Bologna, Cappelli, 1965.
- (SQ) Francesco Jacomoni di San Savino, Politika e Italise ne Shqiperi, Tirana, 55, 2005.